# Osoka aloesowata
Osoka aloesowata (Stratiotes aloides L.) – gatunek byliny wodnej z rodziny żabiściekowatych i monotypowego rodzaju osoka Stratiotes. W Polsce gatunek częsty na niżu. Poza tym występuje w niemal całej Europie oraz w północno-zachodniej Azji.

## Morfologia
PokrójRozeta grubych liści przypominających aloes (stąd nazwa), zanurzonych lub pływających na powierzchni.
PędSkrócony, w dolnej części kłącze z licznymi rozłogami i sznurowatymi korzeniami.
LiścieSztywne, mięsiste, siedzące, trójkanciaste, z brzegami kolczasto piłkowanymi.
KwiatyRośliny zazwyczaj rozdzielnopłciowe. Kwiaty wyrastają zebrane w kwiatostany usytuowane na szypułach do 30 cm długości. Kwiaty z 3 zielonymi działkami kielicha (do 1,5 cm długości i 1 cm szerokości) oraz z 3 białymi płatkami o średnicy 2–3 cm. Kwiaty męskie w liczbie 2–6 w kwiatostanie wyrastają, każdy na szypule o długości 3–10 cm. Kwiaty żeńskie rosną pojedynczo lub po dwa wewnątrz liściowatej osłony. Słupek ma 6 szyjek, które kończą się widlastym znamieniem. Kwitnie od maja do sierpnia.
OwocTorebka długości 3–4 cm i grubości 2 cm. Rozmnaża się głównie wegetatywnie, za pomocą rozłogów.

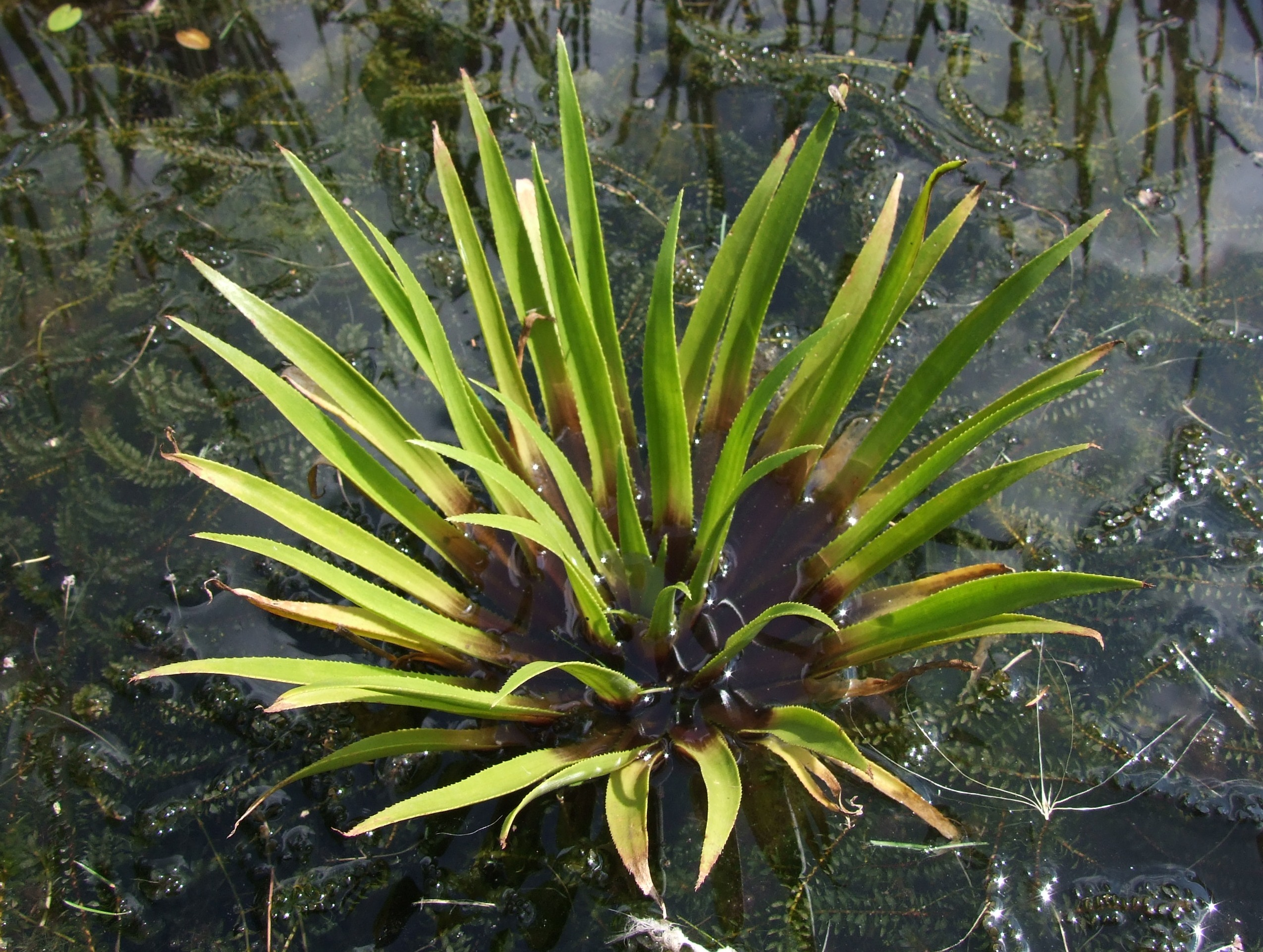
Pokrój
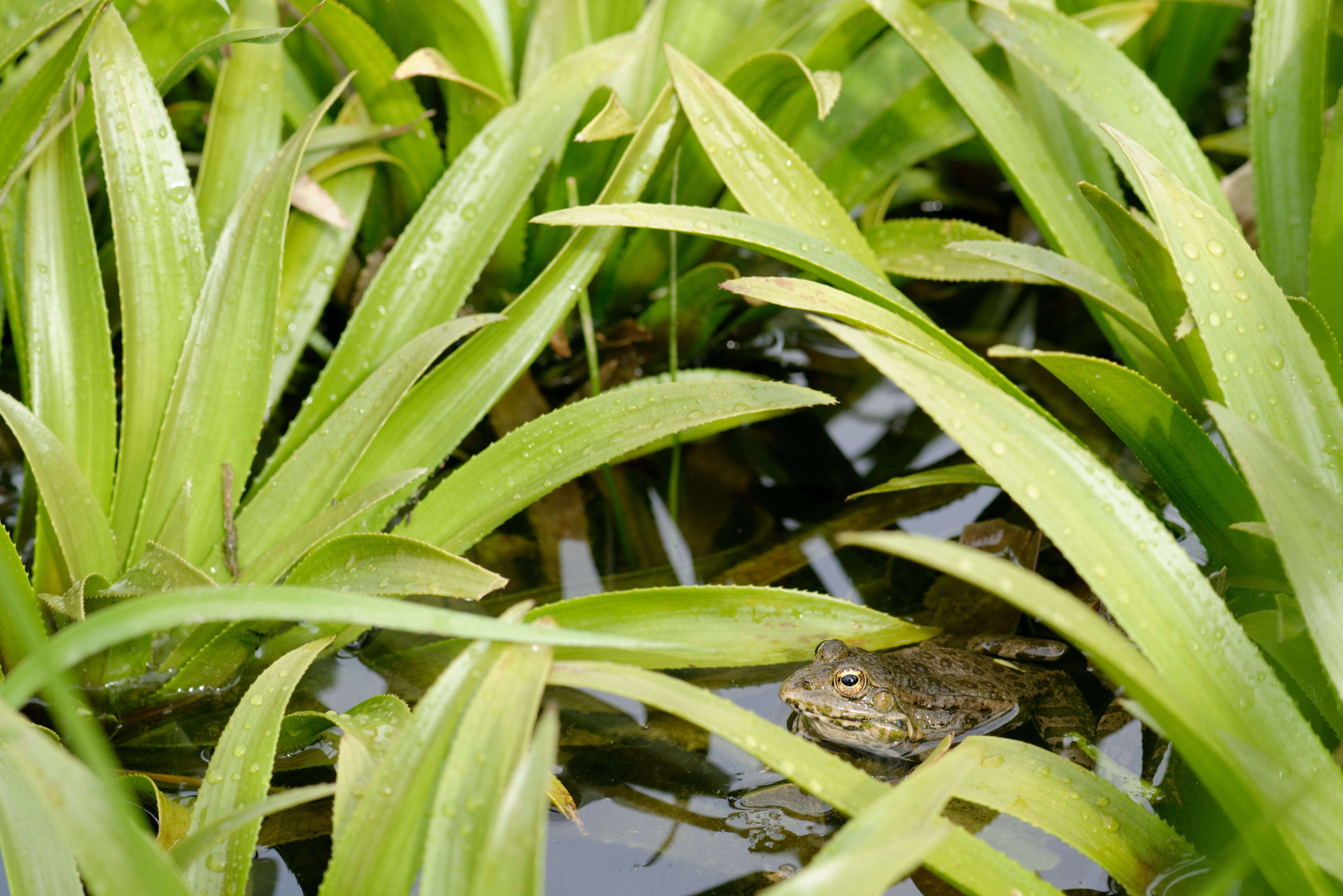
Liście
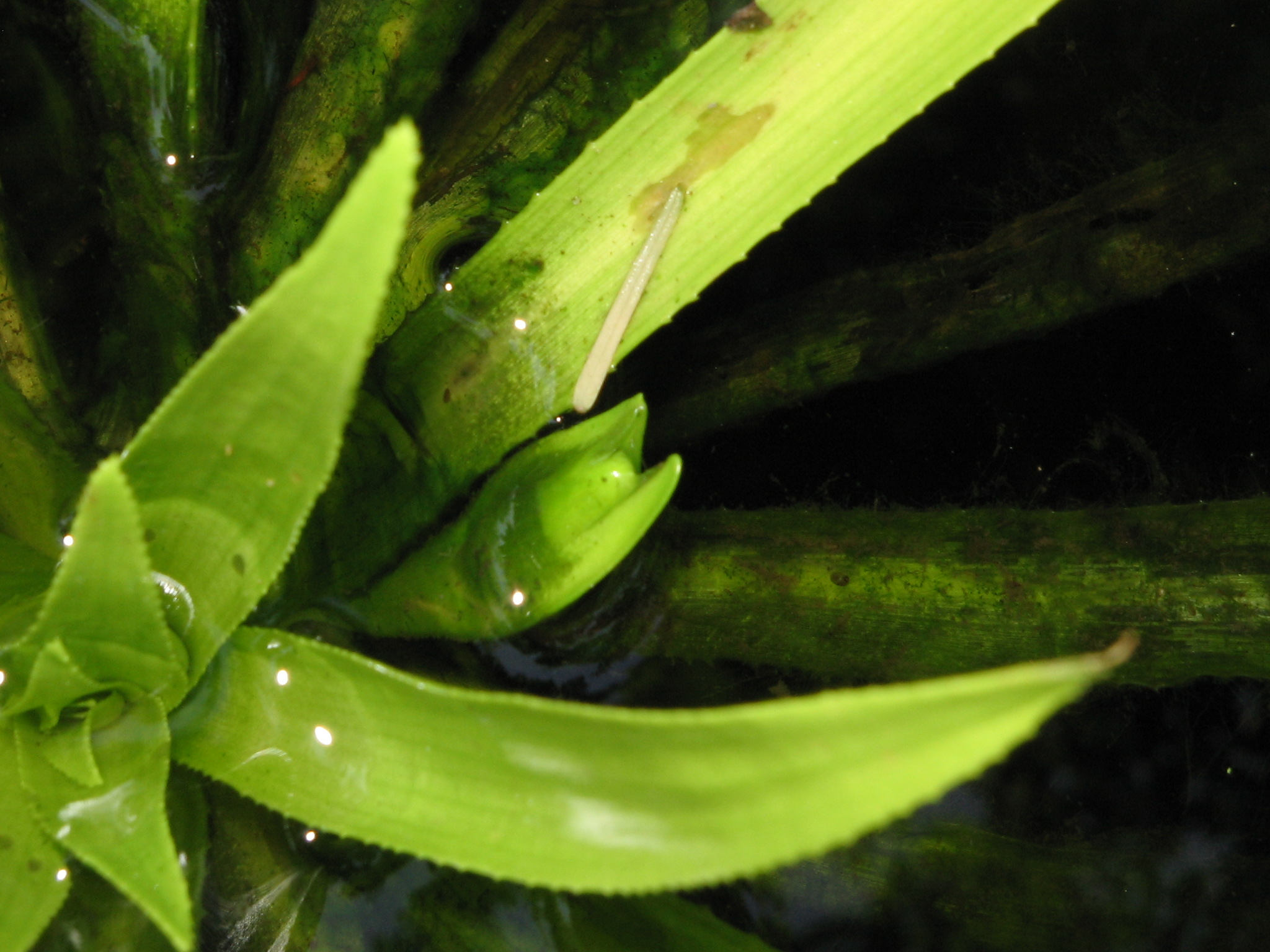
Pąk kwiatowy
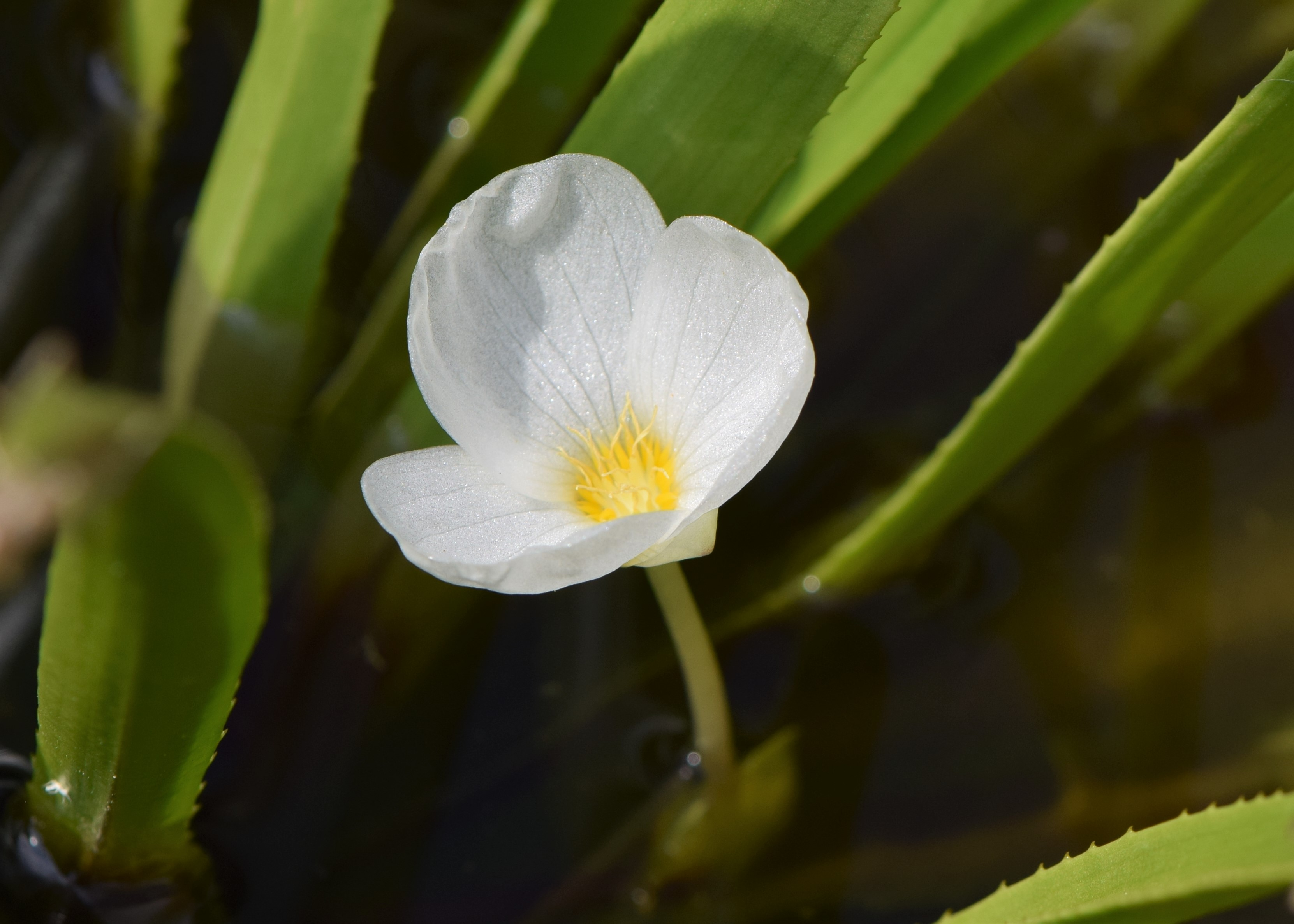
Kwiat

## Biologia i ekologia

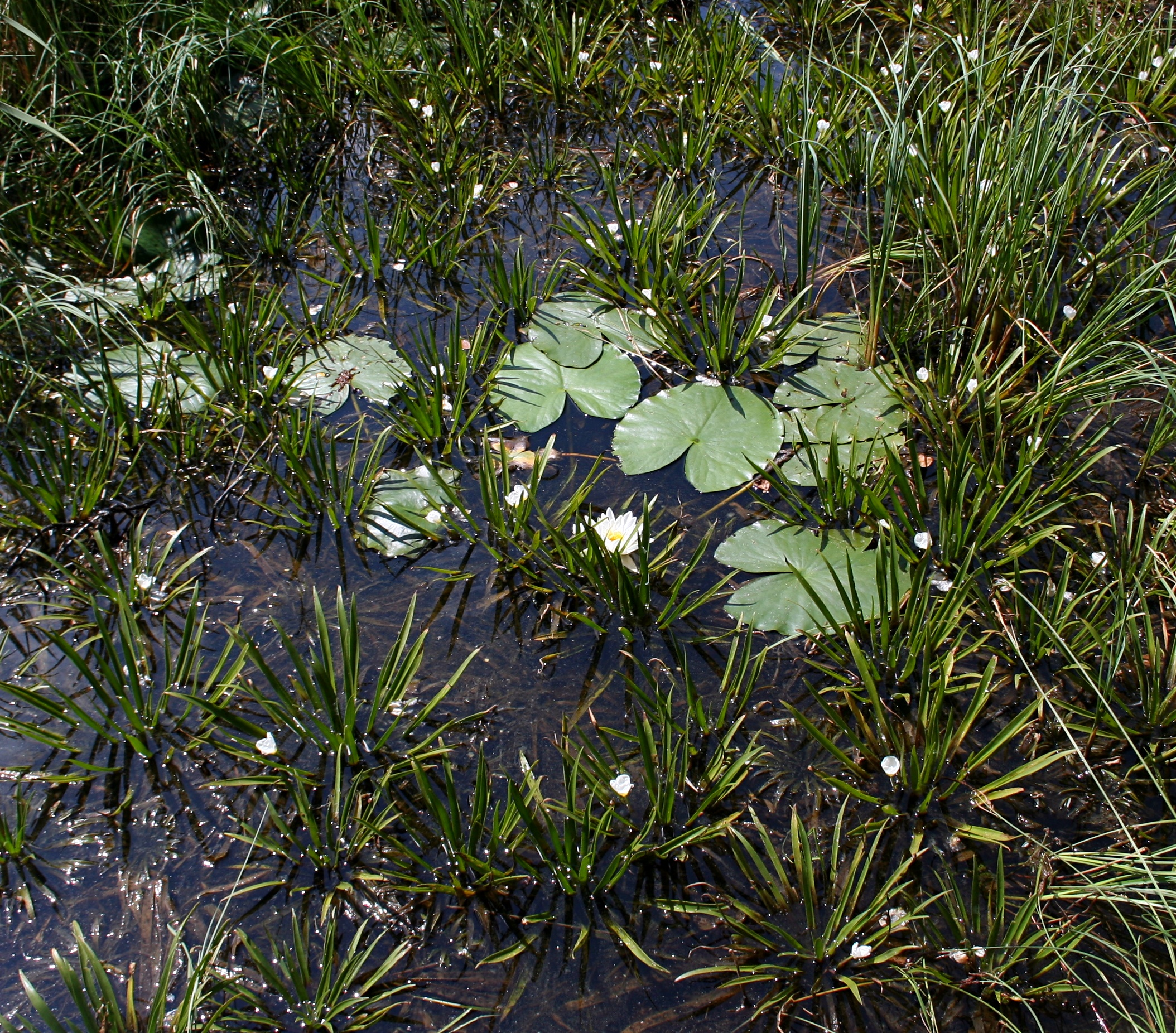
Zbiorowisko osoki aloesowatej w wypłycającym się zbiorniku z towarzyszącymi grzybieniami

Występuje głównie w eutroficznych wodach stojących – jeziorach, starorzeczach, przy czym preferuje zbiorniki silnie zarastające i wypłycone, z grubą warstwą osadów organicznych. W wodach płynących i na większych głębokościach rośnie zakorzeniona na dnie. Późną jesienią wytwarzają się rozłogi, które zakończone są pączkami zimującymi. W przypadku zamierania rośliny (np. w wyniku braku dostępu światła przez lód), wiosną pływające pączki w toni wodnej są zalążkiem nowej rośliny.

## Zastosowanie
Bywa stosowana do karmienia zwierząt hodowlanych i na nawóz.
Osoka aleosowata może być uprawiana w zimnowodnym akwarium. Wymaga odpowiednio dużego zbiornika i silnego naświetlenia.